# Dvižni most za pešce v Gdansku
Kładka przez Motławę (tudi Kładka na Ołowiankę, v prevodu Most preko Motławę) je dvižni most v Gdansku, Poljska. 
Most čez reko Motlawe povezuje staro mestno jedro Gdanska in otok Olowianko. Most je pomemben, saj omogoča dostop do Baltske filharmonije, dele Pomorskega muzeja, hotele in okrožji Długie Ogrody in Sienna Grobla brez dolgega obvoza. 

## Zgodovina
Prva javna razprava o gradnji mostu je potekala marca 2004. Mesto Gdańsk je maja 2012 objavilo mednarodni natečaj, na katerega je prispelo 68 predlogov, od tega jih je bilo 47 ocenjenih. Prvo nagrado je 9. novembra 2012 prejel predlog inženirskega podjetja  Ponting iz Maribora. K projektu so povabili lokalnega partnerja Mosty Gdańsk, na razpisu za gradnjo je zmagalo gradbeno podjetje  Intercor  iz Zawiercie.
Gradnja se je začela 11. julija 2016. Celotno temeljenje in podporno konstrukcijo z zahtevnim izvajanjem v vodi in ob stalnem, dokaj gostem sezonskem navtičnem prometu so izvedli v le dveh mesecih. Glavnina dogajanja, vse do februarja, se je preselila v notranjost opornika na otoku Ołowianka. Inštalacijska in montažna dela v strojnici in kontrolni stavbi so bila prav tako obsežna in zahtevna. Istočasno je v delavnici potekala izdelava jeklene prekladne konstrukcije, na Nizozemskem pa izdelava hidravličnih pogonov. Konec marca je bilo vse nared za montažo jeklene konstrukcije, hidravličnih mehanizmov ter preostale elektro- in strojne opreme. Aprila in maja so sledile finalizacija objekta, ureditev dostopnih platojev in nastavitev kompleksne in zahtevne opreme vključno z dvižnim mehanizmom ter nadzornimi in varnostnimi sistemi. Poskusni dvig konstrukcije so izvedli 24. maja, tehnični prevzem pa 14. junija.
Most je bil odprt in predan v uporabo s slavnostnim odprtjem 17. junija, ki se ga je udeležilo več kot 10.000 ljudi.

## Opis
Most je dolg 70,5 metra in širok od 6,8 do 10,6 metra. Razpon mostu je 40,0 metra. Vrtišče je postavljeno na zunanjem robu kesonastega opornika. V notranjosti opornika, pod vodno gladino, je v dveh nivojih nameščena vsa strojna oprema in elektrohidravlični dvižni mehanizem. Nad opornikom je v podaljšku mostne konstrukcije postavljena kontrolna stavba. Glavna razponska konstrukcija mostu je na eni strani pritrjena na vzhodnem bregu in po odprtju doseže višino 39,77 metra s kotom odpiranja 65 stopinj. Čas odpiranja in zapiranja je dve minuti, v ročnem načinu v sili pa 20 minut.
Svetla širina vsakega dela pohodne površine je 2,30 m, širina mostu se spreminja od 6 m do 8 m. Pohodna površina na dvižnem delu
mostu je v nasprotju z integralnim delom, kjer je enodelna, razdeljena na dva dela, ležeča na obeh straneh primarnega nosilca.
Ob odprtem mostu je plovni prostor širok približno 29 metrov. Zaprt most omogoča s prostorom 2,1 metra prehod plovni poti Gdansk. 
V plovni sezoni deluje most v ritmu 30 minut za pešce in 30 minut za plovila, ponoči se dviga po potrebi. Posadka, ki upravlja dvižni mehanizem, dela v treh izmenah. V prvem letu delovanja so most dvignili tritisočkrat brez enega samega zastoja.
Sistem semaforja signalizira kapitanom ali lahko prečkajo most v enosmernem ali dvosmernem prometu.

## Galerija
- Dvižni most za pešce in kolesarje na otok Ołowianka, Gdansk, Poljska
- Dvižni most za pešce in kolesarje na otok Ołowianka, Gdansk, Poljska
- Dvižni most za pešce in kolesarje na otok Ołowianka, Gdansk, Poljska
- Dvižni most za pešce in kolesarje na otok Ołowianka, Gdansk, Poljska
- Dvižni most za pešce in kolesarje na otok Ołowianka, Gdansk, Poljska
- Dvižni most za pešce in kolesarje na otok Ołowianka, Gdansk, Poljska
- Dvižni most za pešce in kolesarje na otok Ołowianka, Gdansk, Poljska

## Povezave
- Błażej Śliwiński: Kładka przez Motławę.[mrtva povezava] In: Gedanopedia (v poljščini)
- structurae.net: Geh- und Radwegbrücke zur Insel Ołowianka. (v nemščini)
- Ponting inženirski biro (ponting.si): Dvižni most za pešce v Gdansku